# Wachau (Germania)
Wachau è un comune della Sassonia, in Germania.

Appartiene al circondario di Bautzen.

## Geografia fisica
Nel suo territorio sono site le sorgenti del fiume Orla.